# Launchpad
Launchpad je webová aplikace a website provozovaná firmou Canonical a sloužící k vývoji zejména svobodného software. Například jsou zde repozitáře projektů (je používán systém správy verzí Bazaar) nebo podpora pro překlad rozhraní programů do různých jazyků. Od 21. července 2009 je zdrojový kód Launchpadu k disposici pod licencí Affero General Public License.
Mezi nejvýznamnější projekty vyvíjené pomocí Launchpadu patří Ubuntu, Inkscape, Linux Mint, MySQL a Pinta.